# Ráhel (Biblia)
A Bibliában Ráhel (héberül: רָחֵל, átírva: Rāḥêl, szó szerint: "kis bárány") Rebeka bátyjának, a Háránban élő Lábánnak fiatalabbik lánya. Nagynénje, Rebeka, Jákob anyja. Idősebb nővére Lea, anyjuk Adinah.

## Házassága Jákobbal
Először csak megemlítik a héber Bibliában, a Teremtés Könyvében, amikor Jákob találkozik vele, mikor apja bárány falkáját figyeli. Ő Lábán második lánya, Rebeka testvére, emiatt Jákob az elsőfokú unokatestvére. Jákob, az elsőszülöttségi áldás megszerzése után, Ézsau haragja elől Lábánhoz menekült. Nagyon megszerette Ráhelt, aki szép arcú, szép termetű lány volt, és hét évig szolgált azért, hogy feleségül kapja. Lábán azonban becsapta Jákobot, s Leát, idősebb lányát, adta hozzá feleségül. Jákob, hét nap múlva, újabb hétévi szolgálat fejében, Ráhelt is feleségül vehette. Ráhelnek sokáig nem volt gyermeke, ami nagyon bántotta. Ráhel, a vigasztalódás és megépülés reményében, Jákobnak feleségül adta szolgálóját, Bilhát, aki két fiút szült: Dánt és Naftálit. Amikor Lea már hat fiút szült, Isten megemlékezett Ráhelről is, fiúval ajándékozta meg, akit Józsefnek nevezett. Amikor Jákob elhatározta, hogy megszökik Lábántól, Ráhel, Leával együtt, helyeselte tervét. Amikor útra keltek, Ráhel ellopta apja házibálványát. Kánaán földjén, amikor Bételből elindultak, Efratától nem messze, Ráhelt utolérték a szülési fájdalmak. A szülés nagyon nehéz volt. Ráhel fiút szült, akit haldokolva Benóninak nevezett, Jákob pedig a Benjámin nevet adta neki. (Ráhelnek szülés közben mondták el, hogy fia lesz.)
Ráhel, éppúgy, mint Sára és Rebeka, fogantatásképtelen maradt. Tikva Frymer-Kensky tudós szerint "ez csak növeli az első fiú születésének drámáját, emiatt Izsák, Jákob és József különlegesnek számítanak, és megerősíti, hogy a terhesség Isten műve."

## Ráhel sírja
Ráhelt az Efratába, azaz Betlehembe vezető út mellett temették el. Sírja felé Jákob emlékoszlopot állított. A Biblia Ráhelt Izráel egyik ősanyjaként említi, aki sírjában is siratja fogságba vitt és megölt gyermekeit. Más adat szerint a sírja Benjáminban Celcah mellett vagy Rámában van. Betlehemtől nem messze ma is megtekinthető Ráhel sírja, amit zsidók, keresztények és mohamedánok egyaránt tisztelnek és meglátogatnak.